# Mercaston
Mercaston – wieś w Anglii, w hrabstwie Derbyshire, w dystrykcie Derbyshire Dales. Leży 12 km na północny zachód od miasta Derby i 193 km na północny zachód od Londynu.